# Ladislav Kupčík
Ladislav Kupčík (18. dubna 1939 Brno – 6. května 2007) byl český a československý politik Československé strany socialistické, poslanec Sněmovny národů Federálního shromáždění za normalizace. V roce 1989 předák Občanského fóra v Opavě.

## Biografie
Maturoval na SPŠS a v roce 1958 nastoupil na OMS v Bruntále. Od roku 1966 působil na zeměměřičském oddělení opavského Agroprojektu. Během zaměstnání vystudoval obor geodézie na ČVUT v Praze, kde promoval roku 1968. V roce 1972 nastoupil na pozici vedoucího oddílu speciálních prací SG v Opavě. Od roku 1987 byl vedoucím útvaru řízení kontroly jakosti Geodézie, Opava. K roku 1981 se profesně uvádí jako zeměměřič. Ve volbách roku 1981 zasedl za ČSS do české části Sněmovny národů (volební obvod č. 72 - Opava, Severomoravský kraj). Ve Federálním shromáždění setrval do konce funkčního období, tedy do voleb roku 1986.
Během sametové revoluce patřil k zakladatelům Občanského fóra v Opavě. Tehdy působil jako místopředseda krajské organizace ČSS. Účastnil se mítinků v Ostravě a Opavě a vyvíjel nátlak na celostátní vedení ČSS v Praze, aby vyšlo vstříc lidovému opozičnímu hnutí. 20. listopadu 1989 zformuloval prohlášení k politické situaci, které pak cyklostylované distribuoval na severní Moravě a ve Slezsku. Obsah výzvy byl radikální a vzbudil pozornost Státní bezpečnosti. V prohlášení mimo jiné stálo: „Žádáme odzbrojení a internaci všech jednotek Ministerstva vnitra a Ministerstva národní obrany... Nestačí volat k trestní odpovědnosti jen přímé viníky, ale všechny, kdo tyto sadisty vybrali, shromáždili, vycvičili a poslali do ulic mlátit bezbranné studenty...“ Kupčík zároveň navrhl, aby Československá strana socialistická vystoupila z Národní fronty. Dne 24. listopadu 1989 pak byl zakládajícím členem OF v Opavě.
Od 1. ledna 1993 působil na postu zástupce ředitele zástupce ředitele Zeměměřičského a katastrálního inspektorátu v Opavě. Byl jedním ze čtyř autorů projektu vzniku Slezské univerzity v Opavě.